# Таскан (село)
Таскан (рос. Таскан) — село в Ягоднинському районі Магаданської області.
Населення — 30 осіб (2010).

## Географія
Географічні координати: 62°59' пн. ш. 150°19' сх. д. Часовий пояс — UTC+10.
Відстань до районного центру, селища Ягодне, становить 124 км, а до обласного центру — 647 км. Через село протікають річки Мигла і Таскан. На схід від населеного пункту розташоване село Милга.

## Історія
Назва села походить від найменування річки, можливо, з якут. Тааскаан — «кам'яниста» або з евен. Таскаан — «біла глина».
Уперше річка під назвою «Ташкан» нанесена на карту Іваном Черським у 1891 році. У 1928–1929 роках, після роботи експедиції, річка була точно відображена на карті.
У 1940-і роки в Таскані діяв харчокомбінат, на якому працювали, переважно, ув'язнені. Також у селі розміщувався окремий табірний пункт (ОТП).
Про Таскан у своєму автобіографічному романі «Крутий маршрут» Євгенія Гінзбург згадує так:
|  | Уцілілих сортували в Магадані, частково залишаючи тут, але головним чином спрямовуючи в такі місця, як, наприклад, Тасканський харчокомбінат, де вони ще встигали до відходу в кращий світ послужити благородній справі освоєння Крайньої Півночі на «легких роботах». Пізніше я дізналася, що ці легкі роботи полягали в 12-годинному щоденному перебуванні на п'ятидесятиградусному морозі в тайзі, де доходяги рубали гілки стланика — сировини для харчокомбінату. Оригінальний текст (рос.) Уцелевших сортировали в Магадане, частично оставляя здесь, но главным образом направляя в такие места, как, например, Тасканский пищекомбинат, где они еще успевали до ухода в лучший мир послужить благородному делу освоения Крайнего Севера на «лёгких работах». Позднее я узнала, что эти легкие работы заключались в 12-часовом ежедневном пребывании на пятидесятиградусном морозе в тайге, где доходяги рубили ветки стланика — сырья для пищекомбината. |

У 1960-х роках з'являються перші двоповерхові дерев'яні будівлі, починає активно розвиватись господарство.
1993 року в Таскані проживало близько 850 осіб та існував радгосп, який спеціалізувався на тваринництві та овочівництві.

## Населення
За даними перепису населення 2010 року на території села проживало 30 осіб. Частка чоловіків у населенні складала 50% або 15 осіб, жінок — 50% або 15 осіб.

## Відомі люди
- Гінзбург Євгенія Соломонівна (1904–1977) — радянська журналістка та мемуаристика, відбуваючи строк у сталінських таборах, працювала в Таскані медсестрою.